# Conway (Floride)
Pour les articles homonymes, voir Conway.
Conway est une census-designated place du comté d'Orange, dans l'État de Floride, aux États-Unis,. En 2020, elle compte une population de 13 596 habitants.